# Dronningens musikanter
Dronningens musikanter er en dansk portrætfilm fra 2002, der er instrueret af Dan Säll efter manuskript af ham selv og Gorm Rasmussen.

## Handling
Filmen om Den Kongelige Livgardes Musikkorps skildrer et år med kongehuset, som det opleves fra korpsets side; fra de daglige vagtparader til store begivenheder som statsbesøg i London og dronningens runde fødselsdag. En række personer fra orkestret fortæller om aktuelle begivenheder, historiske forhold og anekdoter. Filmen handler også om det, publikum normalt ikke ser, livet bag kulisserne og alle de stressede, kaotiske situationer, der alle sammen på magisk vis kulminerer i musikalsk og visuel pragt og orden. Den kongelige familie får for en gangs skyld fri: Filmen er tænkt som en gave fra de 36 musikere til dronning Margrethe - et 'selvportræt' af verdens ældste harmoniorkester.